# Interamnia World Cup
La Interamnia World Cup es considerada como las olimpiadas de balonmano y es la más grande manifestación de ese deporte a nivel mundial.[cita requerida] El torneo consta de más de  30 selecciones (masculinas y femeninas) de todos los continentes y se disputa cada año en la ciudad de Teramo en Italia durante la primera semana de julio. 
La competición se prepara a llegar a su 50 edición.

## Citas
- Datos: Q1752916